# Bánóc (Szlovákia)
Bánóc (szlovákul: Bánovce nad Ondavou) község Szlovákiában, a Kassai kerület Nagymihályi járásában.

## Fekvése
Nagymihálytól 12 km-re délnyugatra, az Ondava bal oldalán fekszik.

## Története
A község területén az újkőkortól fogva éltek emberek, ezt bizonyítják az itt előkerült kőkori, bronzkori leletek, továbbá a kelta, dák és ősszláv településnyomok.
1329-ben az egri káptalan oklevelében említik először. 1342-ben „Banoch” néven szerepel okiratban. Első református temploma 1610-ben épült.
A 18. század végén Vályi András így ír róla: „BÁNÓCZ. Tót, és magyar népes falu Zemplén Vármegyében, birtokos Ura Gróf Smidek, és más Uraságok, lakosai katolikusok, ó hitűek, és többnyire reformátusok, fekszik Ondovához, közel, Pazditsnak is szomszédságában. Határja közép termékenységű, főzelékje jó, fája elég, második Osztálybéli.”
Fényes Elek 1851-ben kiadott geográfiai szótárában így ír a faluról: „Bánócz, tóth falu, Zemplén vármegyében, Vásárhely fiókja 281 r., 113 g. kath., 87 evang., 241 ref., 106 zsidó lak., reform. szentegyházzal, 943 hold termékeny szántófölddel, jó rétekkel. F. u. többen. Ut. p. Vecse.”
Borovszky Samu monográfiasorozatának Zemplén vármegyét tárgyaló része szerint: „Bánócz, a mezőlaborcz-sátoraljaujhelyi vasútvonal mentén fekvő kisközség, körjegyzőségi székhely, 118 házzal és 768 lakossal. Első írott nyomát 1344-ben találjuk, a mikor Bayonuch alakban a Suta család birtokaként említtetik. 1405-ben az Isépi, Cselei és a Dobi családok az urai. 1407-ben Kamonya Lőrinczet iktatják itt valamely rész birtokába. 1414-ben a Lesztemériek is birtokosok itt és 1450-ben a Pike család és Eszenyi Balázs is. 1474-ben Pesti Bálint, három évvel később Rikalf Zsigmond, a Herestényiek és a Csebiek is felmerűlnek. 1480-ban Bakócz Gáspárt és Menyhértet és 1498-ban Ujfalussi Jánost iktatják egyes részeibe. Kivülök még a Both, Tarkövi és Tibai családoknak is volt itt az időtájt kisebb birtokuk. 1559-ben Beyczy Ambrust, 1579-ben a Nyomárkayakat, 1589-ben Zymai Bankót, 1590-ben Bánóczy Simont találjuk a birtokosok között említve, míg az 1598-iki összeírás a következő birtokosokat sorolja fel: Vinnay Pál, Szobonya Miklós, Nyárády Albert, Suta János, Hegyi György, Vékey István és Mihály, Ladányi Boldizsár, Bánóczy Gergely, Daróczy Mihály és a Szirmayak. 1610-ben Eperjesy Györgyöt iktatják egyes részeibe, de kivüle a XVII. században még Daróczy Ferencznek és Oroszy Annának is van itt birtoka. A XVIII. században a gróf Szirmay, a Berczik, Kácsándy és Reviczky családok az urai, a XIX. század első felében pedig a Bánóczy, Reviczky, Lehótzky, Tarnay, Rithner, Budaházy, Hevesy, Vályi, Malonyay, Véges, Farkas, Lasényi, Ghillányi, Hazuga családok, Reviczky Imre, a Lehoczky család és gróf Schmidegh. Ez időszerint herczeg Lobkovitz Rudolfnak van itt nagyobb birtoka. A község a XV. században sokat szenvedett a cseh rablók garázdálkodásaitól. Vályi, 1796-ban megjelent munkájában, Barnótz néven említi. A község piaczán harangláb áll, melynek kis harangja állítólag az elpusztult Kupony község kápolnájából való. A falu régi református temploma 1610-ben, a mostani pedig 1870-ben épült. Több érdekes egyházi edénye van. Így egy úrasztali kehely, melyet Oroszy Anna 1612-ben, egy nagyalakú szép czinn-kanna, melyet Szabó István lazonyi lakos 1776-ban ajándékozott az egyháznak, egy aranyozott ezüst-tányér, czímerrel és K. N. betűkkel jelezve és egy újabb keletű aranyozott úrasztali kehely, melyet 1870-ben Kapossy István ajándékozott. Van itt sajt-gyár is, mely a Gelber Ulriké. Bánócz körjegyzőségi székhely és saját posta-, távíró- és vasúti állomása is van.”
1920-ig Zemplén vármegye Nagymihályi járásához tartozott.

## Népessége
| Év:            | 1994. | 2004. | 2014.   | 2024.   |
| -------------- | ----- | ----- | ------- | ------- |
| Emberek száma: | 754   | 754   | 726     | 701     |
| Eltérés:       |       | +0 %  | -3,71 % | -3,44 % |

| Év:            | 2023. | 2024.   |
| -------------- | ----- | ------- |
| Emberek száma: | 705   | 701     |
| Eltérés:       |       | -0,56 % |

1880-ban 576 lakosából 460 szlovák és 96 magyar anyanyelvű volt.
1890-ben 739 lakosából 617 szlovák és 51 magyar anyanyelvű volt.
1900-ban 768 lakosából 594 szlovák és 161 magyar anyanyelvű volt.
1910-ben 721 lakosából 592 szlovák és 80 magyar anyanyelvű volt.
1921-ben 732 lakosából 664 csehszlovák és 8 magyar volt.
1930-ban 793 lakosából 720 csehszlovák és 1 magyar volt.
1991-ben 786 lakosából 774 szlovák és 1 magyar volt.
2001-ben 758 lakosából 733 szlovák és 3 magyar volt.
2011-ben 706 lakosából 669 szlovák és 2 magyar volt.

## Nevezetességei
- Református temploma 1868-ban épült neoklasszicista stílusban, 1924-ben és 1955-ben felújították.
- Római katolikus temploma 1998-ban épült.

## Híres emberek
- Itt született 1896. november 4-én Reviczky Imre alezredes, zászlóaljparancsnok, Világ Igaza.
- Itt született 1914. május 25-én Pavol Horov szlovák író, szülőháza emlékmúzeum.
- Itt született 1944-ben Ivan Popovič rendező, író, karikaturista, illusztrátor.